# راب جونز (بازیکن فوتبال، زاده ۱۹۷۹)
راب جونز (انگلیسی: Rob Jones؛ زادهٔ ۳ نوامبر ۱۹۷۹) بازیکن فوتبال اهل بریتانیا است.
از باشگاه‌هایی که در آن بازی کرده‌است می‌توان به باشگاه فوتبال هارتل پول یونایتد، باشگاه فوتبال اسکانتورپ یونایتد، باشگاه فوتبال گریمزبی تاون، باشگاه فوتبال گیتزهد، باشگاه فوتبال دونکستر راورز، باشگاه فوتبال هیبرنین، باشگاه فوتبال ویتبای تاون، باشگاه فوتبال استوک‌پورت کانتی، باشگاه فوتبال شفیلد ونزدی، و باشگاه فوتبال مکلسفیلد تاون اشاره کرد.